# Rik Andries
Rik Andries (Antwerpen, 25 juni 1936 – Dilbeek, 21 april 2021) was een Vlaams acteur en verwierf de meeste bekendheid met zijn rol als actieheld in "De Kat" en Walter De Decker in "Thuis". 
Na zijn vertrek uit de serie Thuis in 1997 was hij niet meer op televisie te zien. Andries overleed op 84-jarige leeftijd aan een slepende ziekte.

## Biografie
Andries begon zijn loopbaan als leerkracht in het lager onderwijs, in het Sint-Jozefscollege in Herentals. Vanaf de jaren 60 speelde hij bij de KVS, waar hij in 1993 werd ontslagen. Dat ontslag vocht hij met succes aan. In het zogenaamde KVS-arrest werd het theater verplicht om hem te blijven vergoeden.

## Carrière
Andries was te zien in verschillende Vlaamse tv-reeksen. Zijn bekendste rollen zette hij neer in:
- Midas
- Keromar
- De Kat (waar hij de titelrol vertolkte)
- Thuis.